# Gare d'Isahaya
La gare d'Isahaya (諫早駅, Isahaya-eki) est une gare ferroviaire de la ville d'Isahaya, dans la préfecture de Nagasaki au Japon. Elle est exploitée par les compagnies JR Kyushu et Shimatetsu.

## Situation ferroviaire
La gare d'Isahaya est située au point kilométrique (PK) 100,4 de la ligne principale Nagasaki et au PK 44,7 de la ligne Shinkansen Nishi Kyūshū. Elle marque le début de la ligne Shimabaratetsudou et la fin de la ligne Ōmura.

## Histoire
La gare a été inaugurée le 27 novembre 1898. Depuis le 23 septembre 2022, elle est desservie par la ligne Shinkansen Nishi Kyūshū.

## Service des voyageurs

### Accueil
La gare dispose d'un bâtiment voyageurs ouvert tous les jours, avec des guichets et des automates pour l'achat de titres de transport.

### Desserte

#### Shimatetsu
- Ligne Shimabaratetsudou :
  - voie 0 : direction Hon-Isahaya et Shimabarakō

#### JR Kyushu
- Ligne principale Nagasaki :
  - voies 1 à 3 : direction Nagasaki
  - voies 2 à 3 : direction Kōhoku et Tosu
  - voie 4 : direction Tosu et Hakata
- Ligne Ōmura :
  - voies 2 à 4 : direction Huis ten Bosch et Sasebo
- Ligne Shinkansen Nishi Kyūshū :
  - voie 11 : direction Takeo-Onsen
  - voie 12 : direction Nagasaki